# Édouard Saroussi
Édouard Saroussi est un homme d'affaires français impliqué dans une affaire d'évasion fiscale et de corruption en Israël. Cette affaire provoquera quelques mois plus tard la démission du président de cet État, Ezer Weizman, malgré sa popularité pour sa contribution passée à la guerre des Six Jours et un choc dans la société israélienne.

## Biographie
Il est issu d'une famille originaire de la petite communauté juive du Soudan. Installé initialement à Paris, il s'est ensuite établi à Genève, puis à Monaco.

## Carrière
Qualifié d'«énigmatique magnat du bâtiment et du textile» par un journaliste de l'Express, il s'est enrichi dans le textile à Madagascar, puis dans la construction en Afrique. En fait il aurait été un important trafiquant d'armes et fut impliqué dans la chute du président israélien Ezer Weizman.

### L'affaire Ezer Weizman
En 1999 et début 2000, une série d'articles évoque un scandale de fraude l'impliquant,,. Selon les révélations du journaliste Yoav Itshak,, Saroussi aurait versé, entre 1988 et 1993, des « cadeaux » d'un montant de plusieurs centaines de milliers de dollars à Ezer Weizman. Le président israélien a été finalement contraint de donner sa démission le 10 juillet 2000. L'enquête montra que Saroussi avait versé en 1984 une somme de 6 millions de dollars à l'éphémère parti politique, le Yachad, lancé par Weizman.

### L'impact de cette affaire
Accusé de corruption et d'évasion fiscale par la presse, le président Weizman se maintient quelques mois au pouvoir pour ne pas donner l'impression de plier sous l'orage, puis démissionne, et n'est pas inquiété par la justice. C'est un scandale de plus dans une série de scandales entachant, durant ces années 2000, les plus hautes autorités de l'Etat israélien : cette collusion entre un «trafiquant d'armes international» et le président Ezer Weizman sera suivie d'accusations de harcèlement contre le successeur de Weizman, Moshe Katsav, et s'ajoute à différentes affaires de corruption concernant les premiers ministres Ehud Barak, Benyamin Netanyahou et Ariel Sharon,  puis Ehoud Olmert. 
Un chroniqueur israélien, Moshé Negbi, réagit, durant ces mêmes années, dans la presse israélienne puis  dans le quotidien français Le Monde sur l'arrêt des poursuites judiciaires dans les premières affaires, notamment cette affaire Saroussi, en y pointant le risque d'un abandon de l’État de droit, encourageant la société israélienne et l'appareil judiciaire à réagir. En 2009, il précise dans le quotidien suisse Le Temps : «Pour un petit État de droit comme le nôtre, dans lequel tout le monde se connaît et se fréquente, il n’est pas facile d’arriver à faire condamner les mandataires corrompus», ajoutant «Les élus israéliens d’aujourd’hui sont-ils plus corrompus que ceux des années 1950-1980? Ce n’est pas sûr. La différence entre les deux époques, c’est que la presse n’est plus muselée et qu’elle ne se prive pas d’enfoncer le couteau là où ça fait mal. Désormais, du président de l’État au plus petit des conseillers municipaux, personne n’est plus à l’abri ».

## Sources
- Serge Dumont, « Ehoud Olmert face à la justice », Le Temps,‎ 26 septembre 2009 (lire en ligne).
- Michel Bôle-Richard, « Un parfum de corruption en Israël », Le Monde,‎ 26 octobre 2006.
- Jacques Bendelac, La nouvelle société israélienne, Éditions Page après page, 2006 (lire en ligne).
- Moshé Negbi et Sylvain Cypel, « Les hantises du «camp moral» : La rage d'un juriste devant « l'abandon de l'Etat de droit » », Le Monde,‎ 19 juin 2004 (lire en ligne).
- Brigitte Henri, Au cœur de la corruption : Par une commissaire des RG, Éditions Calmann-Lévy, 2000 (lire en ligne).
- Georges Marion, « Le chef de l'Etat israélien, Ezer Weizman, démissionne », Le Monde,‎ 11 juillet 2000 (lire en ligne).
- Marc Henry, « Israël : démissions de Weizman et de Mordehaï », Le Figaro,‎ 29 mai 2000.
- « ISRAEL : audition d'Ezer Weizman », Le Monde,‎ 12 février 2000 (lire en ligne).
- Vincent Hugeux, « Barak n'a plus la baraka », L'Express,‎ 3 février 2000 (lire en ligne).
- (en) Rédaction JTA, « News Analysis: While Weizman Tries to Tough It Out, Many Worry Ethical Standards Eroding », Jewish Telegraphic Agency,‎ 25 janvier 2000 (lire en ligne).
- (en) Rédaction BBC News, « Weizman corruption probe opens », BBC News,‎ 23 janvier 2000 (lire en ligne).
- (en) Hadas Magen et Stella Korin Lieber, « Criminal Investigation Launched against President Weizman on Suspicion of Business Ties with Saroussi », Globes,‎ 23 janvier 2000 (lire en ligne).
- (en) William A. Orme Jr., « President Of Israel Faces Accusations With Defiance », The New York Times,‎ 23 janvier 2000 (lire en ligne).
- (en) Joel Greenberg, « Israel Opens Criminal Case Over Payments to Weizman », The New York Times,‎ 21 janvier 2000 (lire en ligne).
- (en) Hadas Magen, « Journalist Yoav Yitzhak: Weizman Decided to Resign, but Is Delaying His Announcement to Avoid Link with Saroussi Affair », Globes,‎ 5 janvier 2000 (lire en ligne).
- Christophe Boltanski, « Le président israélien sur la sellette. Un ami monégasque lui a versé 500 millions de dollars. », Libération,‎ 4 janvier 2000 (lire en ligne).